# Poggiardo
Poggiardo es una localidad italiana de la provincia de Lecce, región de Puglia, con 6.560 habitantes.

## Evolución demográfica
| Gráfica de evolución demográfica de Poggiardo entre 1861 y 2001 |
|                                                                 |
| Fuente ISTAT - elaboración gráfica de Wikipedia                 |